# ويليام ويليامز بانتيسيلين
يُرى ويليام ويليامز بانتيسيلين (نحو 11 فبراير 1717- 11 يناير 1791) والمعروف أيضًا بأسماء ويليام ويليامز وويليامز بانتيسيلين وبانتيسيلين، عمومًا مؤلف التراتيل الويلزي الأول. له مركز أيضًا بين الشخصيات الأدبية الويلزية العظيمة بصفته كاتبًا للشعر والنثر. وكان في الدين بين قادة الإحياء الميثودي الويلزي في القرن الثامن عشر، إلى جانب الإنجيليين هاويل هاريس ودانييل رولاند.

## حياته
وُلد ويليامز في 1717 في مزرعة كيفن كويد في أبرشية تشانفاير آريبرين بالقرب من لاندوفري في كارمارثنشاير، ابنًا لجون ودوروثي ويليامز. توفي جون في 1742 وانتقلت دوروثي لاحقًا إلى مزرعة بانتيسيلين («هولي هولو») المجاورة. غالبًا ما يُشار إلى ويليام ويليامز نفسه باسم بانتيسيلين.
كانت العائلة انفصالية. تلقى تعليمه محليًا ثم في أكاديمية انفصالية بالقرب من تالغارث. كان معتزمًا دراسة الطب، لكن هذا تغير في 1737- 1738، وقتما تحول بسبب وعظ داعية الإحياء الميثودي الإنجيلي هاويل هاريس في تالغارث.
لمعظم حياته، عاش ويليامز في أبرشية تشانفاير آريبرين. توفي في بانتيسيلين في يناير 1791 بعمر الرابعة والسبعين ودُفن في فناء كنيسة تشانفاير آريبرين. جرى إحياء ذكراه أيضًا عن طريق كنيسة تذكارية في لاندوفري.

## شخصية دينية
شعر ويليام ويليامز بنداء داخلي إلى القسوسة، وفي عام 1740، على الرغم من صلات عائلته بالفرع الانفصالي من المسيحية، تلقى أوامر الشماس في الكنيسة الأنجليكانية الراسخة. (منذ تأسيسها في عام 1920، عُرفت الكنيسة الأنجليكانية في ويلز باسم كنيسة ويلز).
كان أول منصب له راعي أبرشية لدى ثيوفيلوس إيفانز (1693- 1767) في أبرشيات لانورتيد ولانفيهانغل أبيرغويسين ولانديوي أبيرغويسين. في هذا الوقت تقريبًا انخرط في الحركة الميثودية وفي يونيو 1742 أبلغ أبناء رعيته الرافضين أنشطته إلى محكمة رئيس الشمامسة في بريكون. كانت الميثودية أصلًا فصيلًا إصلاحيًا ضمن كنيسة إنجلترا ولم تكون تنوي أن تصير حركة انفصالية أو كنيسة. كانت تُرى مع ذلك تهديدًا للمؤسسة الأنجليكانية، وفي عام 1743، عندما تقدم ويليامز حسب الأصول بطلب الرسامة كاهنًا، ورُفض طلبه بسبب علاقاته الميثودية. بدلًا من أن ينعم بمهنة مريحة وملتزمة في الكنيسة الأنجليكانية، اختار حياة محفوفة بالمخاطر من الناحية المالية، ولكن ربما أكثر ثراء من الناحية الروحية بصفة مبشر ميثودي.
كانت السنوات الأساسية في تأسيس الميثودية الإنجليزية بين عامي 1739، عندما انفصل الأخوان تشارلز وجون ويزلي، وكلاهما كاهن أنجليكاني، عن الكنيسة المورافية وأنشآ أول كنيسة صغيرة خاصة بهما في بريستول، وعام 1743، عندما وضعا قواعدهما العامة. وكان ذلك، لسوء الحظ، الوقت الذي بدأ فيه ويليامز مسيرته المهنية في الكنيسة، ما يفسر جزئيًا العداء الذي واجهه من جماعته ومن التسلسل الهرمي. دفع ويليامز ثمنًا أعلى مقابل معتقداته مما دفعه الأخوان ويزلي. استُبعد ويليامز من المؤسسة في بداية حياته المهنية، في حين كان الأخوان ويزلي قد رُسما بالفعل.